# Xã Cora, Quận Smith, Kansas
Xã Cora (tiếng Anh: Cora Township) là một xã thuộc quận Smith, tiểu bang Kansas, Hoa Kỳ. Năm 2010, dân số của xã này là 26 người.